# Maximilian von Garnier (Politiker)
Maximilian Joseph Rudolf Franz Johannes von Garnier (* 13. Mai 1844 in Gleiwitz, Oberschlesien; † 5. Januar 1888 in Grottkau, Oberschlesien) war ein deutscher Jurist und Politiker.

## Leben
Er entstammte einem ursprünglich in Mont Saxonnet bei Cluses (Frankreich) ansässigen Geschlecht und war der Sohn des Rechtsanwalts und Notars Rudolf von Garnier (1813–1861) und der Anna von Jarotzky (1822–1898). Garnier studierte Rechtswissenschaft an der Universität Breslau und wurde dort 1864 Mitglied des Corps Silesia. Später wechselte er an die Universität Berlin und wurde dort Mitglied des Corps Neoborussia.
Nach erfolgreichem Abschluss seines Studiums war er Referendar in Ratibor. 1879 wurde er Landrat für den Landkreis Grottkau und blieb in dieser Funktion bis zu seinem Tod 1888 tätig. Er kandidierte erfolglos zum Preußischen Abgeordnetenhaus.
Garnier heiratete am 2. August 1882 auf Gut Falkenau (Landkreis Grottkau) Dr. phil. Katharina Moewes (* 28. April 1863 in Berlin; † 23. November 1936 in Bad Kösen), die Tochter des Carl Moewes, Gutsherr auf Falkenau, und der Luise Neuber.